# فی بزغاله
فی بزغاله یک ستاره است که در صورت فلکی بزغاله قرار دارد.